# Metromania
Albums de Eloy
Performance
(1983) Ra
(1988)
Singles
1. The Stranger
Sortie : 1984

Metromania est le douzième album studio du groupe de rock progressif allemand, Eloy. Il est sorti en 1984 sur le label EMI Electrola et a été produit par Frank Bornemann.

## Liste des titres
- Toutes les musiques sont signées par Eloy et les paroles sont de Martine Ryan et Andrew Ward sauf indication

Face 1
| No | Titre                 | Auteur                           | Durée |
| -- | --------------------- | -------------------------------- | ----- |
| 1. | Escape To the Heights | Frank Bornemann, Mark Sarkautzky | 5:03  |
| 2. | Seeds of Creation     |                                  | 4:28  |
| 3. | All Life Is One       |                                  | 6:28  |
| 4. | The Stranger          |                                  | 3:58  |

Face 2
| No | Titre            | Auteur | Durée |
| -- | ---------------- | ------ | ----- |
| 1. | Follow the Light |        | 9:50  |
| 2. | Nightriders      |        | 4:45  |
| 3. | Metromania       |        | 6:10  |

## Musiciens
- Frank Bornemann: chant, guitare
- Klaus Peter Matziol: basse
- Hannes Folberth: claviers
- Fritz Randow: batterie, percussions
- Hannes Arkona: guitare solo, claviers, vocoder, syncussion

Chœurs
- Sabine Matziol, Jane James, Romy Singh, Monika + Suzanne, Michael Flechsig, Kalle Bösel & Rainer Przywara